# Кулаз
Кулаз или кулас — маломерное парусно-гребное плоскодонное судно, которое отличалось лёгкостью хода и незначительной осадкой. Как правило, такой вид плавсредств оснащался съёмным рулём и рейковым парусным вооружением; он активно применялся для рыболовного промысла в центральной и южной частях Каспийского моря с помощью крючковой снасти и ставных сетей.
Обычно длина кулаза была около 6 — 9 метров, ширина около 1,2 метра, осадка 0,2 — 0,3 метра, грузоподъёмность достигала полутора тонн.